# Zantheres gracillimus
Genre
Espèce
Zantheres gracillimus, unique représentant du genre Zantheres, est une espèce d'araignées aranéomorphes de la famille des Lycosidae.

## Distribution
Cette espèce se rencontre en Birmanie et en Chine au Tibet,.

## Description
Le mâle holotype mesure 4,5 mm.
Le mâle décrit par Wang et Zhang en 2020 mesure 4,37 mm et la femelle 4,88 mm.

## Publication originale
- Thorell, 1887 : « Viaggio di L. Fea in Birmania e regioni vicine. II. Primo saggio sui ragni birmani. » Annali del Museo civico di storia naturale di Genova, vol. 25, p. 5-417 (texte intégral).